# Micro-région de Körmend
La micro-région de Körmend (en hongrois : körmendi kistérség) est une micro-région statistique hongroise rassemblant plusieurs localités autour de Körmend.